# La sanción de Loo
Novela escrita por Trevanian, publicada en el año de 1973. Es una secuela del libro "La sanción del Eiger", publicada por el mismo autor. Ambas son protagonizadas por el mismo personaje principal, Jonathan Helmlock, asesino profesional retirado que trabaja para servicios de inteligencia.Igualmente es profesor de arte y coleccionista.
Helmlock esta vez centrará su acción en Inglaterra, quien, en contra de su voluntad, es contratado por un servicio de inteligencia británico, El Loo (que en el inglés británico es un término para definir váter). Allí deberá utilizar sus conocimientos del arte y su experiencia como asesino para evitar que el jefe de un prostíbulo ejerza un chantaje a gran escala a personalidades importantes del Reino Unido.
Esta novela tiene elementos de suspenso, misterio, acción, romance. Es el segundo y último libro donde aparece el personaje de Jonathan Helmlock.
- Datos: Q5968060